# Маньов дол
Вижте пояснителната страница за други значения на Тракийски култов комплекс.
Могилата при Маньов дол покрива тракийска гробница, западно от известната Четиньова могила край село Старосел, (Община Хисаря). Структурата е изоставена и е в много тежко състояние.

## Откритие
Обектът е открит и проучен при нерагламентирани археологически разкопки през 1999 година от Костадин Кисьов и Митко Маджаров. В разрешението на Кисьов неправилно е посочено, че могилата се намира в землището на село Мътеница, на изток от землището на Старосел. Още по-притеснителен е фактът, че разрешението е за теренно проучване. Екипът на Георги Китов от Траколожка експедиция за могилни проучвания (ТЕМП) разкрива множество безразборни изкопи, осъществени от екипа на Кисьов, както по повърхността на могилата край Маньов дол, така и при Четиньова могила. Проучването на Кисьов е представено като археологическо проучване в землището на село Мътеница на XL Национална Археологическа конференция, но не фигурира в годишния отчет на БАН „Археологически разкопки през 1999 – 2000 г.“. Изкопните работи, осъществени от Кисьов и Маджаров, са окачествени от Дияна Димитрова от екипа на Георги Китов като „записани на сметката на иманярска група".

## Датиране
Храмът в Маньов дол се датира най-общо за ІV–ІІІ век пр. Хр. Той е синхронен с останалите обекти в землището на село Старосел.

## Описание и особености
Могилният насип е издигнат върху ниско скалисто възвишение. Той е с височина близо 5 m и диаметър 44 m и градежът е разположен в югоизточната му периферия едва на 1 m от повърхността. Градежът се състои от преддверие и кръгла камера. Според Кисьов и Маджаров преддверието има правоъгълен план с размери 3 х 2 m и 10 х 2,40 m. То е било изградено в шест хоризонтални реда, скрепени с железни скоби и олово. Входовете на преддверието и гробната камера са фланкирани от четири колони със скосени профили на лицевата страна. Самият вход на преддверието е бил затворен с каменна еднокрила врата. Кръглата камера в Маньов дол е с диаметър 4 m и височина 2,40 m.
Паметникът е ограбен и при археологическото проучване не са открити следи от погребение. Подобно на храма в Четиньова могила входът тук е бил „обредно запечатан с два големи каменни блока“.

## Интерпретации
Според археолозите Иван Христов и Георги Китов районът около Старосел с много голяма сигурност е представлявал огромен религиозен комплекс в древността. Христов поддържа хипотезата, че Маньов дол, заедно с останалите описани частично проучени археологически обекти при Четиньова могила, Рошавата могила, Елешнишка могила (Недкова могила), Вълчия зъб, повтарят очертанията на съзвездието Голямата мечка. Предполага, че в древността към светилищата и храмовете край Старосел са се стичали хиляди поклонници, които са извървявали т.нар. „свещен път“, маркиран чрез храмовете по линията, по която са подредени звездите в Голямата мечка. Маньов дол е най-западно разположената култова постройка по пътя, водещ поклонниците до храмовете, мегалитните светилища и резиденцията на връх Кози грамади.
Откривайки светилището на връх Кози грамади, само на 20 km от Маньов дол, Иван Христов предполага, че тези обекти са свързани с одриския владетел Амадок II.

## Консервация и експониране
Още през 2002 година, Любомир Цонев отбелязва, че състоянието на обекта при Маньов дол е много лошо, а през 2005 г. българската археоложка Диана Димитрова определя състоянието на обекта като „плачевно“.
През пролетта на 2013 година община Хисаря, която по съвместителство стопанисва всички археологически обекти, собственост на държавата, в землищата на селата Старосел, Паничери, Старо Железаре и Мътеница, алармира Министерство на културата, като представител на държавата, че състоянието на обектите е много лошо, поради липса на действия по отношение на пълното им разкриване, опазване, реставриране и развитието им като туристически обекти. Според кмета на община Хисаря Пенка Ганева, обектите са изоставени от техния собственик – държавата и е цяло чудо, че не са рухнали след продължителните дъждове през пролетта на 2015 година. Тя информира, че многократно се е обръщала към Министерството на културата, като ведомство, което трябва да предприеме мерки.
Според Иван Христов въпреки понесените големи разрушения в миналото, храмът подлежи на реставрация, предвид наличието на по-голяма част от блоковете на преддверието и купола.
Към лятото на 2016 година състоянието на обекта е тежко. Той е изоставен без всякаква консервация от петнадесет години под открито небе и уязвим на атмосферните влияния.